# Bulboaca, Ismail
Bulboaca, întâlnit și sub formele Bolboca și Cotlovina (în bulgară Котловина, în ucraineană Котловина, transliterat: Kotlovîna) este un sat în Comuna Reni din raionul Ismail, regiunea Odesa (Ucraina). Are 2,643 locuitori, preponderent găgăuzi.
Satul este situat la o altitudine de 30 metri, pe malul vestic al Lacului Ialpug, în partea de nord-est a raionului Reni. El se află la o distanță de 55 km de centrul raional Reni. 
Până în anul 1947 satul a purtat denumirea oficială de Bolboca (în ucraineană Болбока), în acel an el fiind redenumit Kotlovina ("bazin" sau "vale" în limba rusă).

## Istoric
Localitatea Bulboaca a făcut parte încă de la înființare din regiunea istorică Bugeac (Basarabia de sud) a Principatului Moldovei. Prima atestare documentară a satului datează din anul 1752, populația fiind formată din moldoveni . 
Prin Tratatul de pace de la București, semnat pe 16/28 mai 1812, între Imperiul Rus și Imperiul Otoman, la încheierea războiului ruso-turc din 1806 – 1812, Rusia a ocupat teritoriul de est al Moldovei dintre Prut și Nistru, pe care l-a alăturat Ținutului Hotin și Basarabiei/Bugeacului luate de la turci, denumind ansamblul Basarabia (în 1813) și transformându-l într-o gubernie împărțită în zece ținuturi (Hotin, Soroca, Bălți, Orhei, Lăpușna, Tighina, Cahul, Bolgrad, Chilia și Cetatea Albă, capitala guberniei fiind stabilită la Chișinău). 
La începutul secolului al XIX-lea, conform recensământului efectuat de către autoritățile țariste în anul 1817, satul Bulboaca făcea parte din Ocolul Cahulului a Ținutului Ismail .
După războiul ruso-turc, începând din anul 1814 s-au stabilit aici 154 familii de imigranți bulgari și găgăuzi din sudul Dunării . În 1816 s-au stabilit în sat 71 de familii de găgăuzi. După unele informații, în 1818 în Bulboaca trăiau 489 de persoane (109 familii), iar în 1820 504 de locuitori (107 familii) . 
În urma Tratatului de la Paris din 1856, care încheia Războiul Crimeii (1853-1856), Rusia a retrocedat Moldovei o fâșie de pământ din sud-vestul Basarabiei (cunoscută sub denumirea de Cahul, Bolgrad și Ismail). În urma acestei pierderi teritoriale, Rusia nu a mai avut acces la gurile Dunării. În 1858, autoritățile moldovenești autorizează deschiderea în sat a unei școli primare cu predare în limba bulgară . 
În urma Unirii Moldovei cu Țara Românească din 1859, acest teritoriu a intrat în componența noului stat România (numit până în 1866 "Principatele Unite ale Valahiei și Moldovei"). Între anii 1861-1862, 255 de familii de bulgari au părăsit satul și s-au stabilit în Gubernia Taurida (aflată în zona Crimeii), unde au primit pământurile tătarilor nogai . 
În urma Tratatului de pace de la Berlin din 1878, România a fost constrânsă să cedeze Rusiei acest teritoriu. La începutul secolului al XX-lea, în Bulboaca erau 489 de case, numărul locuitoriilor fiind de 2.608 de locuitori .
După Unirea Basarabiei cu România la 27 martie 1918, satul Bolboca a făcut parte din componența României, în Plasa Reni a județului Ismail. Pe atunci, majoritatea populației era formată din găgăuzi.
Ca urmare a Pactului Ribbentrop-Molotov (1939), Basarabia, Bucovina de Nord și Ținutul Herța au fost anexate de către URSS la 28 iunie 1940. După ce Basarabia a fost ocupată de sovietici, Stalin a dezmembrat-o în trei părți. Astfel, la 2 august 1940, a fost înființată RSS Moldovenească, iar părțile de sud (județele românești Cetatea Albă și Ismail) și de nord (județul Hotin) ale Basarabiei, precum și nordul Bucovinei și Ținutul Herța au fost alipite RSS Ucrainene. La 7 august 1940, a fost creată regiunea Ismail, formată din teritoriile aflate în sudul Basarabiei și care au fost alipite RSS Ucrainene .
În perioada 1941-1944, toate teritoriile anexate anterior de URSS au reintrat în componența României. Apoi, cele trei teritorii au fost reocupate de către URSS în anul 1944 și integrate în componența RSS Ucrainene, conform organizării teritoriale făcute de Stalin după anexarea din 1940, când Basarabia a fost ruptă în trei părți. 
Foametea din anii 1946-1947 a determinat scăderea populației cu 60% (aproximativ 3.300 persoane). Autoritățile sovietice au controlat fiecare casă, confiscând stocurile de cereale și alimente. În mai 1995, au fost declasificate documente din arhivele SBU, din care a rezultat faptul că în sat au avut loc acte de canibalism .  
În anul 1947, autoritățile sovietice au schimbat denumirea oficială a satului din cea de Bolboca în cea de Kotlovina. În anul 1954, Regiunea Ismail a fost desființată, iar localitățile componente au fost incluse în Regiunea Odesa.
Începând din anul 1991, satul Bolboca face parte din raionul Reni al regiunii Odesa din cadrul Ucrainei independente. În prezent, satul are 2.643 locuitori, preponderent găgăuzi. Pe lângă aceștia, mai există și comunități reduse numeric de bulgari și moldoveni (români). Localnicii vorbesc limba găgăuză, dar și limbile română, bulgară și rusă.

## Economia
În anul 1945 au fost înființate în sat două colhozuri - "Scânteia" și "Victoria". În august 1948, a fost inaugurat un al treilea colhoz - "28 iunie". În 1952, toate cele trei ferme au fost reunite într-un colhoz cu numele de "Victoria". În 1969, prin decizia Guvernului RSS Ucrainene, colhozul "Victoria" a fost reorganizat ca fermă a economiei sovietice. 
În structura de producție a fermei sunt: stațiune de tractoare, fermă de creștere a vitelor, fermă de producție de lapte, fermă de păsări, fermă de porci, contabilitate, resurse umane și administrație rurală. Printre produsele industriale ale fermei sunt de menționat produsele de morărit și panificație și produsele lactate, iar principalele produse agricole sunt grâul de toamnă, orzul, mazărea, porumbul, floarea-soarelui, strugurii, semințele de legume, plantele furajere și pepenii galbeni .  

## "Podul lui Pirinka"

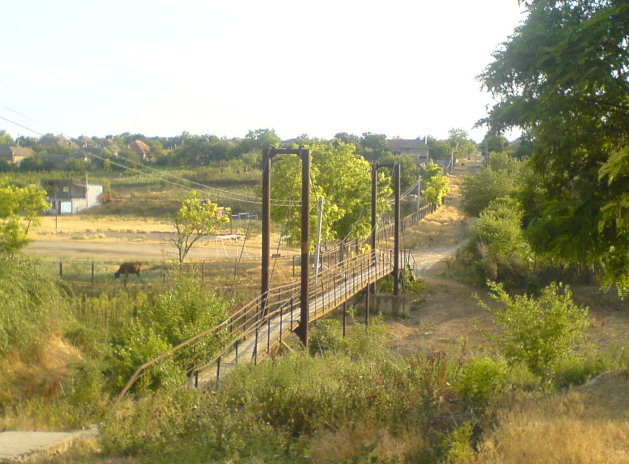
Podul Pirinkin

În centrul satului, nu departe de strada principală și de biserică, se află un mic pod pietonal suspendat și curbat. El a fost construit acolo cu participarea unei persoane influente din sat, cunoscută sub numele de Pirinka (mai târziu, omul a fost ucis cu brutalitate), de aceea sătenii îl numesc și "Podul lui Pirinka" (sau Podul Pirinkin, în rusă Пыринкин мост). Podul traversează canalul central al satului. De-a lungul timpului, au avut loc alunecări de teren pe marginea canalului.

## Cultura
Localnicii din Bolboca sunt de religie ortodoxă. În căminul cultural local (refăcut după un incendiu din 1996)  sunt organizate spectacole muzicale cu cântece din perioada anilor '70-'80-'90 și melodii contemporane de muzică pop. 

## Demografie
Componența lingvistică a comunei Bulboaca
     Rusă (6,02%)
     Ucraineană (3,22%)
     Bulgară (2,01%)
     Română (1,93%)
     Găgăuză (86,72%)
     Alte limbi (0,04%)
Conform recensământului din 2001, majoritatea populației comunei Bulboaca era vorbitoare de găgăuză (86,72%), existând în minoritate și vorbitori de rusă (6,02%), ucraineană (3,22%), bulgară (2,01%) și română (1,93%).
În 1905 populația satului era de 665 de persoane, apoi în 1910 crescuse la 2.608 persoane. 
La recensământul din 1930, s-a constatat că din cei 3.250 locuitori din sat, 2.941 erau găgăuzi (90.49%), 134 români (4.12%), 67 bulgari (2.06%), 56 ruși (1.72%), 36 țigani (1.11%), 8 greci, 6 tuci și 2 unguri. 
După perioada de foamete din 1946-1947, populația rurală a scăzut cu 60%. Astăzi, în Bolboca sunt aproximativ 960 de case. La recensământul din 2001 au fost numărate 2.643 persoane, majoritar găgăuzi.
1930: 3.250 (recensământ) 
1940: 3.681 (estimare)
2001: 2.643 (recensământ)

## Personalități
- Petr Evtușenko - pedagog bulgar, profesor de limba bulgară la Liceul din Bolgrad; s-a născut la Bolboca
- Nikola Kozlev (1824-1902) - scriitor și profesor de limba bulgară, revoluționar bulgar; a locuit la Bolboca între anii 1860-1868